# Dây sống

Dây sống là một trong những đặc trưng của ngành động vật có dây sống, gồm các lớp bò sát, chim, cá sụn v.v... mà không ngành nào khác có được.
Dây sống, với nhiệm vụ là bộ xương trong của những loài động vật này, nâng đỡ chúng trong việc di chuyển và bảo vệ những cơ quan quan trọng như hệ thần kinh, phổi...

## Cấu tạo
Trong giải phẫu động vật, dây sống là một dây linh hoạt với cấu tạo rắn và xốp (gần giống như sụn), có nguồn gốc từ nội bì gồm toàn những tế bào có không bào lớn.  Dây sống nằm dọc theo cơ thể từ đầu đến đuôi, thường là gần với lưng hơn so với bụng của động vật.
Dây sống được cho là có lợi thế (cả trong bối cảnh tiến hóa và phát triển) bởi vì nó cung cấp cấu trúc chắc chắn để gắn cơ, nhưng vẫn linh hoạt.
Ở các nhóm động vật có mức độ tiến hóa thấp, dây sống vẫn tồn tại trong suốt cuộc đời như sự hỗ trợ trục chính của cơ thể, trong khi ở hầu hết các động vật bốn chân nó trở thành lõi nhân của đĩa đệm.
Ở các loài động vật có xương sống tiến hóa cao (như bò sát, chim, thú) dây sống chỉ tồn tại ở giai đoạn phôi thai, sau đó bị các tế bào xương sống chèn ép làm cho thoái hoá chỉ để lại vết tích ở trung tâm thân đốt sống hoặc thoái hoá không để lại vết tích gì.